# Polyodontes jolli
Polyodontes jolli är en ringmaskart som beskrevs av Pettibone 1989. Polyodontes jolli ingår i släktet Polyodontes och familjen Acoetidae. Inga underarter finns listade i Catalogue of Life.